# Вольниця-Ґрабовська
Вольниця-Ґрабовська (пол. Wolnica Grabowska) — село в Польщі, у гміні Буженін Серадзького повіту Лодзинського воєводства.
Населення — 102 особи (2011).
У 1975-1998 роках село належало до Серадзького воєводства.

## Демографія
Демографічна структура станом на 31 березня 2011 року:
|          | Загалом | Допрацездатний вік | Працездатний вік | Постпрацездатний вік |
| -------- | ------- | ------------------ | ---------------- | -------------------- |
| Чоловіки | 48      | 11                 | 31               | 6                    |
| Жінки    | 54      | 16                 | 23               | 15                   |
| Разом    | 102     | 27                 | 54               | 21                   |